# Грушанка
Грушанка (Pyrola) — рід трав'янистих рослин родини вересові (Ericaceae). Етимологія: лат. pyrus — «грушеве дерево», лат. ola — демінутивний суфікс. Є від 30 до 40 видів.

## Опис
Грушанка — багаторічна, вічнозелена, пряма, гола трава. Кореневище довге, струнке, розгалужене, з розрідженими тонкими корінцями. Стовбур не розгалужений, лускатий при основі. Це досить малі рослини з розеткою простих опухлих або яйцеподібних листків, з квітковим стовбуром, що мають, як правило, досить слабкі суцвіття з простих білих, кремових або рожевих квітів. Листки довго черешкові, листові платини зверху світло-зелені, знизу зелені, краї цільні або зубчасті. Квіти численні, похилі. Чашечка 5-лопатева. Капсули похилі, клапани з'єднані волокнами на краях клапана. Насіння численне, мале.

## Поширення
У північних помірних і арктичних областях Європи, Азії та Північної Америки. У Північній Америці рослини також трапляються в західних горах на південь до Каліфорнії. В Азії простягається на південь до Індонезії (пн. Суматра).
В Україні зростають:
- Грушанка мала (Pyrola minor) — у Карпатах (до 1200 м н.р.м.), Прикарпатті, Розточчі, Поліссі, Лісостепу, гірському Криму рідко.
- Грушанка середня (Pyrola media) — дуже рідко в Прикарпатті, на Поліссі, в західному Лісостепу, гірському Криму.
- Грушанка зеленоцвіта (Pyrola chlorantha) — спорадично в Прикарпатті, Розточчі, на Поліссі, в Лісостепу; досить рідко в гірському Криму.
- Грушанка круглолиста (Pyrola rotundifolia) — у Карпатах (до 1000 м, місцями піднімається до субальпійського пояса), Прикарпатті, Розточчі, Поліссі, частково в Лісостепу, гірському Криму (дуже рідко).
- Грушанка карпатська (Pyrola carpatica) — у Карпатах (гори Близниця, Говерла), рідко.